# Anne Beathe Tvinnereim

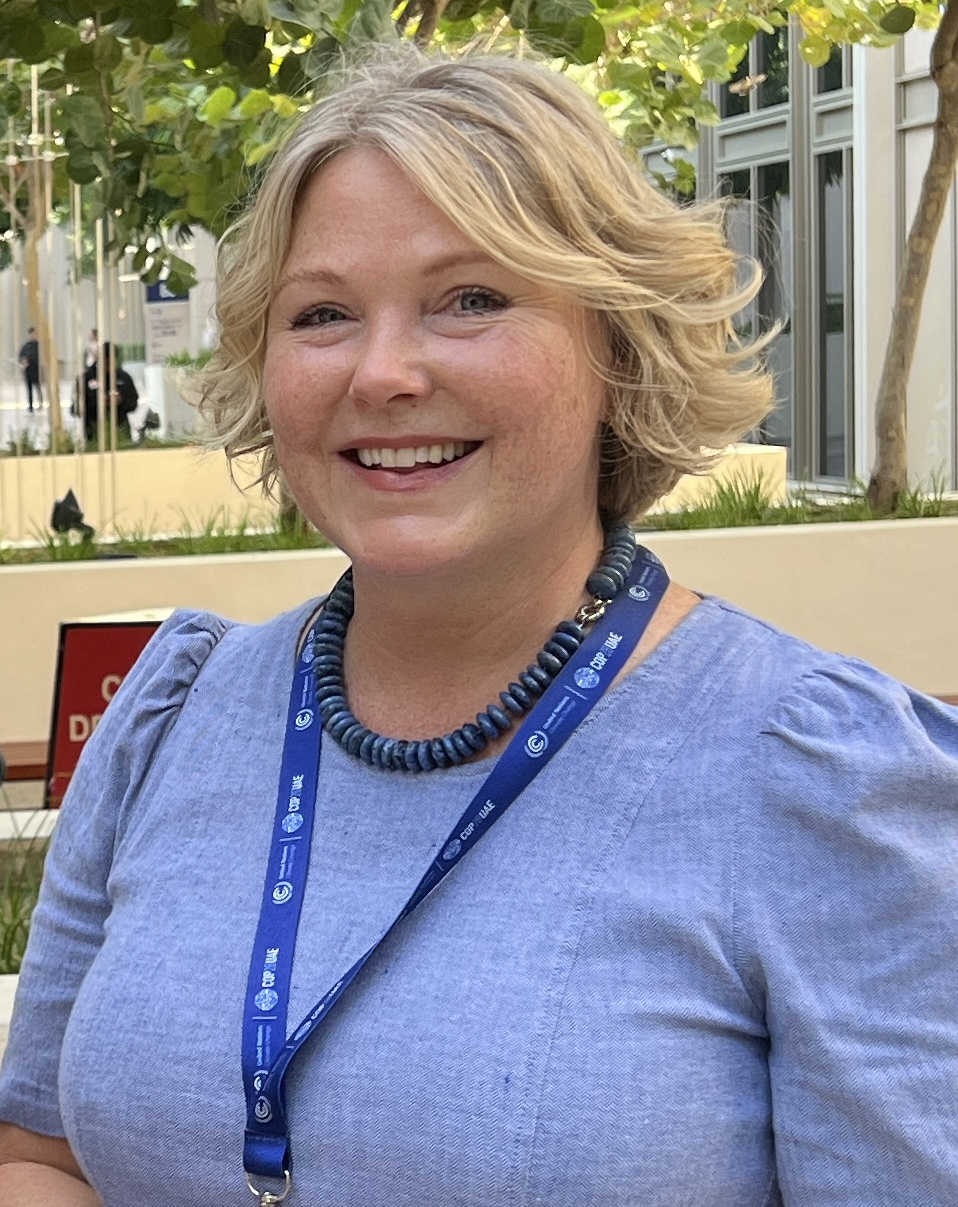
Anne Beathe Tvinnereim, 2023

Anne Beathe Kristiansen Tvinnereim (* 22. Mai 1974 in Halden als Anne Beathe Kristiansen) ist eine norwegische Diplomatin und Politikerin der Senterpartiet (Sp), deren stellvertretende Parteivorsitzende sie seit 2014 ist. Von Oktober 2021 bis Februar 2025 war sie die Entwicklungsministerin ihres Landes.

## Leben
Tvinnereim studierte von 1995 bis 2003 Staatswissenschaften, Spanisch und Portugiesisch an der Universität Oslo. Während ihres Studiums hatte sie 1996 einen Aufenthalt in Quito und 1998 in Lissabon. Von 2000 bis 2002 war sie Vorsitzende des Jugendorganisation Senterungdommen. Des Weiteren war sie in der EU-kritischen Organisation Nei til EU engagiert. Zwischen 2002 und 2005 fungierte sie als Beraterin der Senterpartiet-Fraktion im norwegischen Nationalparlament Storting. Im Jahr 2005 begann sie im diplomatischen Dienst des norwegischen Außenministeriums zu arbeiten.
Unter Ministerin Liv Signe Navarsete arbeitete sie von Mai bis Dezember 2006 als politische Referentin im Verkehrsministerium. In der Zeit zwischen 2007 und 2011 fungierte sie als Botschaftssekretärin der norwegischen Botschaft in Maputo, Mosambik. Am 14. Februar 2011 wurde sie unter Ministerin Navarsete Staatssekretärin im Kommunal- und Regionalministerium. Zunächst war sie bis Oktober 2012 kommissarisch im Einsatz, ihre Amtszeit setzte sie anschließend als reguläre Staatssekretärin fort. Tvinnereim blieb bis zum Abgang der Regierung Stoltenberg II am 16. Oktober 2013 im Amt. Anschließend kehrte sie zu ihrer Arbeit ins Außenministerium zurück. Beim Parteitag der Senterpartiet wurde sie 2014 zur zweiten stellvertretenden Parteivorsitzenden gewählt.
Bei der Wahl zum Fylkesting im Jahr 2019 trat sie als Spitzenkandidatin für die Senterpartiet in Viken an und sie zog in das Parlament ein. Nach der Wahl wurde sie Fylkesråd für Klima und Umwelt. Tvinnereim trat für die Auflösung der 2020 gegründeten Provinz Viken ein.
Am 14. Oktober 2021 wurde sie zur Entwicklungsministerin in der neu gebildeten Regierung Støre ernannt. Ihr Posten war im norwegischen Außenministerium angesiedelt. Tvinnereim schied nach dem Regierungsaustritt der Senterpartiet am 4. Februar 2025 aus dem Ministeramt aus. Ihr Nachfolger wurde Åsmund Aukrust. Nach ihrem Ausscheiden aus der Regierung gab sie bekannt, dass sie nicht erneut für den Posten als stellvertretende Parteivorsitzende kandidieren werde.